# 亨伯桥
亨伯桥（英語：Humber Bridge）是全球第四大单索吊桥，坐落于英格兰赫爾河畔京士頓。大桥全长2220米（桥部1410米），连接林肯郡和约克郡。
亨伯桥的计划最早始于1930年代，1955年修订完毕。但直到1972年才正式动工。1981年7月24日，最后该桥在英女王伊丽莎白二世的出席下正式开通。开通之初超越位於美國紐約市的韋拉札諾海峽橋成為全球最长的单索吊桥。